# Parque del Tío Jorge
El Parque del Tío Jorge es uno de los más extensos de Zaragoza. Situado en el distrito de la Margen izquierda, contiene una superficie total de 151 538 metros cuadrados dispuestos en forma de trapezoide mellado en uno de sus lados. Está dedicado a Jorge Ibor y Casamayor, más conocido como Tío Jorge, héroe de los Sitios de Zaragoza.

## Historia
El primer proyecto del parque fue presentado en 1908. Tenía como objetivo crear un espacio público para colmar la intersección urbana entre el barrio de Picarral y las vías ferroviarias. No obstante, la construcción definitiva del parque no comenzó hasta pasados casi 60 años. Fue inaugurado el 22 de junio de 1968.

## Descripción

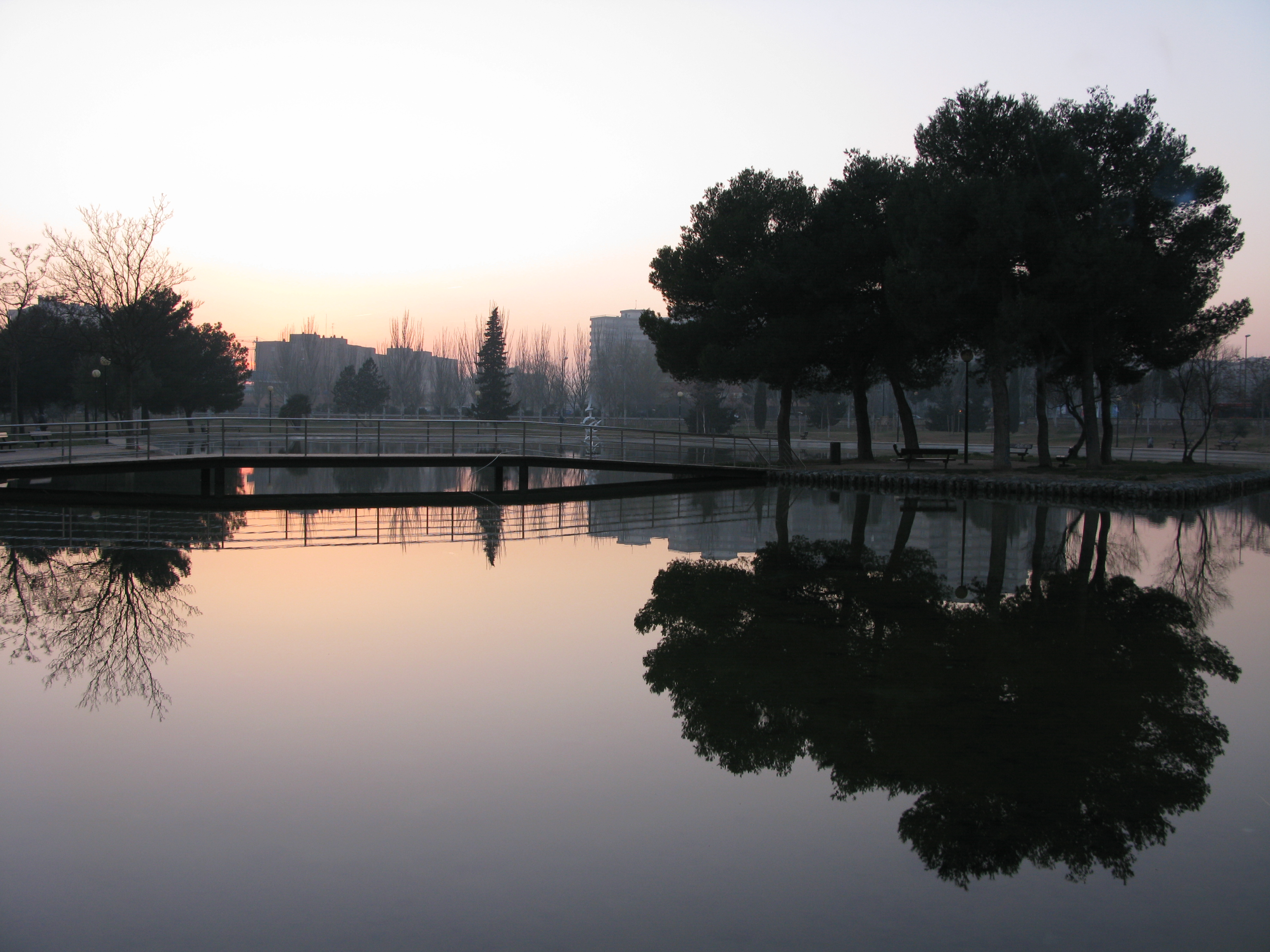
Atardecer en el parque.

El punto central del parque es el monumento dedicado al Tío Jorge, una estructura de hierro de diecisiete metros de altura en cuya base se encuentra una estatua del Tío Jorge de 2,3 metros de altura esculpida por Ángel Orensanz en piedra de Alicante.
Otro de los rincones más importantes del parque es la balsa, una laguna artificial inaugurada en 1973 surcada por un puente que lleva a un pequeño islote artificial en su centro.
Uno de los principales atractivos del parque es su variedad arborícola y especialmente la gran cantidad de aves presentes en el parque, tales como autillos, petirrojos, carboneros o urracas.